# Wag-Aero CHUBy CUBy
Le Wag-Aero CHUBy CUBy est un monoplan quadriplace léger à aile haute en kit, fait de tubes d'acier et de tissu. Il s'agit d'une réplique à construire soi-même de l'avion à train d'atterrissage classique Piper Family Cruiser. Il est actuellement vendu sous le nom de Wag-Aero Sportsman 2+2,,.

## Conception et développement
Le CHUBy CUBy était la troisième réplique en kit d'un appareil Piper Aircraft produit par le fournisseur de pièces détachées américain Wag-Aero (en). La lignée des Piper PA-14 Family Cruiser était populaire pour les opérations en hydravion en Alaska, et le CHUBy CUBy fut mis sur le marché pour permettre à de nouveaux exemplaires d'être produits. En option, l'appareil dispose d'une grande portière s'ouvrant sur le compartiment à bagages, similaire à celle de l'avion-ambulance Piper HE-1.
Le CHUBy CUBy ressemble fortement aux appareils de la famille des PA-14, mais possède de nombreuses modifications. Les moteurs recommandés sont le Lycoming O-320-E2D de 150 ch (112 kW) ou le Lycoming O-290 (en) de 135 ch (101 kW), installés sur un support moteur pivotant conçu par Wag-Aero. Le CHUBy CUBy possède des portes pivotant vers le haut de chaque côté de la cabine et dispose de deux réservoirs de carburant dans les ailes et un plus petit à l'avant dans le fuselage. Le fuselage est fait de tubes d'acier 4130 soudés, alors que l'appareil original était doté de tubes en acier 1020. Les ailes disposent de spoilers pour maintenir l'avion au sol et éviter son flottement.

## Spécifications techniques (Wag-a-Bond Classic)

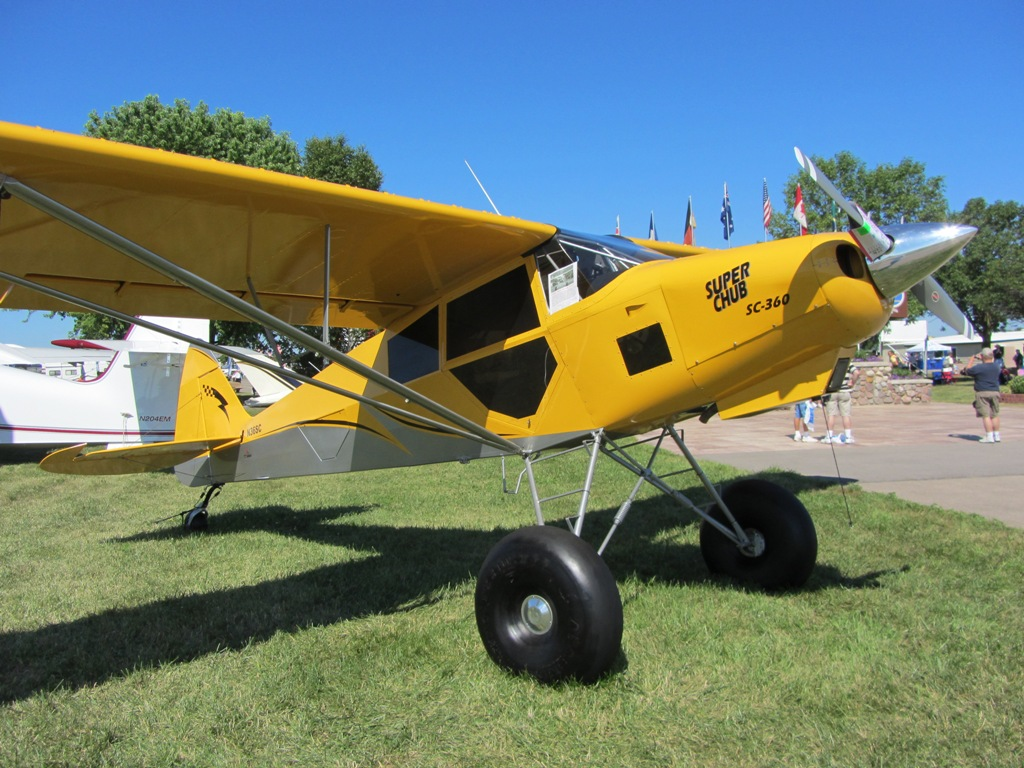
Un SC-360 Super Chub, un Wag-Aero Sportsman 2+2 modifié avec un moteur Lycoming O-360.

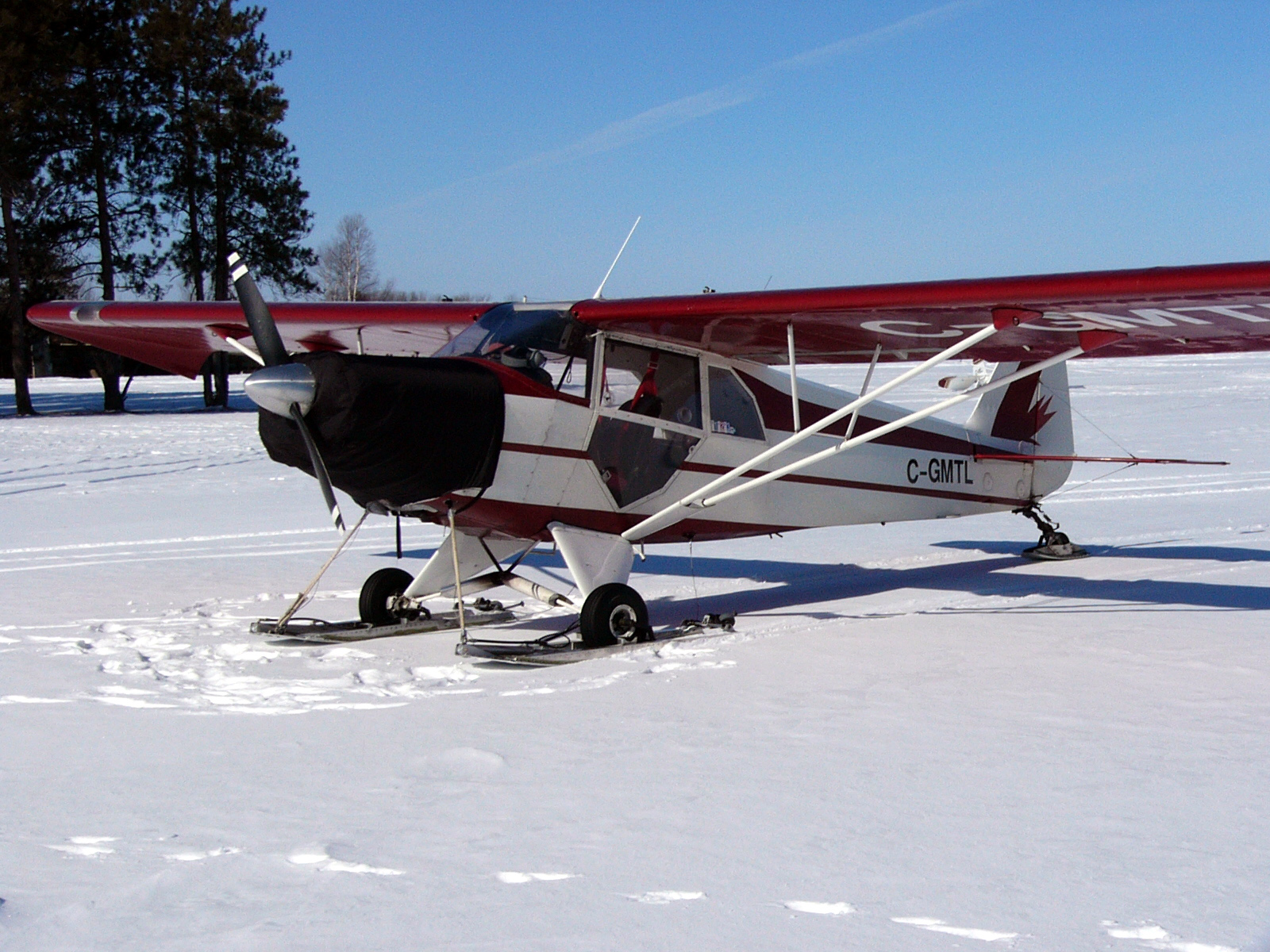
Un Sportsman 2+2 monté sur skis, au Canada.

Données de site internet du constructeur de l'appareil.
Caractéristiques générales
- Équipage : 1 pilote
- Capacité : 3 passagers
- Longueur : 7,122 m
- Envergure : 10,9 m
- Hauteur : 1,96 m
- Surface alaire : 16,176 m2
- Profil : USA 35B modifié
- Masse à vide : 490 kg
- Masse typique : 998 kg
- Moteur :   1 Lycoming O-360 de 180 ch (130 kW)   chacun
- Carburant : 147,6 litres

 Performances 
- Vitesse maximale : 216 km/h
- Vitesse de croisière : 200 km/h
- Vitesse de décrochage : 55 km/h
- Distance franchissable : 1 078 km/h
- Plafond : 4 500 m
- Vitesse ascensionnelle : 246 m/min
- Charge alaire : 56 kg/m2

### Articles
- (en) Richard Vandermeullen, « 2011 Kit Aircraft Buyer's Guide », Kitplanes, Belvoir Publications, vol. 28, no 12,‎ décembre 2011, p. 76 (ISSN 0891-1851).
- (en) Robby Bayerl, Martin Berkemeier et al., « World Directory of Leisure Aviation 2011–12 », World Directory of Leisure Aviation, Lancaster, Royaume-Uni, WDLA UK,‎ 2011 (ISSN 1368-485X).